# Facta Loquuntur
Facta Loquuntur ist das erste Album der NSBM-Band Absurd. Es erschien im Jahr 1996 und wurde im Jahr 2009 indiziert.

## Titelliste
1. Werwolf – 2:36
2. The Gates of Heaven – 3:15
3. Pesttanz – 2:46
4. Eternal Winter – 4:15
5. Deep Dark Forest – 4:54
6. First Winter of Bloodred Snow – 2:58
7. Mourning Soul – 2:12
8. Dreaming of Love – 4:44
9. Wartend in Einsamkeit – 7:06
10. Der Sieg ist unser – 1:44

## Hintergrund
Bei dem Titel des Albums handelt es sich um eine lateinische Phrase, die übersetzt Die Taten sprechen bedeutet.
Wegen des Mordes am 15-jährigen Sandro Beyer wurden die drei Mitglieder der Band zu mehrjährigen Haftstrafen verurteilt. Im Gefängnis nahmen sie Lieder auf und veröffentlichten sie auf Demokassetten. Facta Loquuntur entstand dann als Zusammenschnitt diverser Lieder, welche in der Haftzeit von 1994 bis 1995 von der Band aufgenommen wurden. Die Band firmierte dabei unter dem Namen „In Ketten“. Die ersten vier Lieder von Facta Loquuntur stammen von der Demokassette Thuringian Pagan Madness, wobei bei dem ersten Lied Werwolf das Intro weggelassen wurde.

## Stil
Die Tonqualität des Albums ist schlecht und die Musik sehr einfach gehalten. Auf anus.com wird der Stil als Fusion von Black Metal und Oi! bzw. Hardcore Punk bezeichnet; Einflüsse aus dem Oi! und RAC werden von der Band selbst bestätigt. Schauseil verwendet gutturalen Gesang, greift aber auch auf klaren Gesang zurück. Die Lieder Deep Dark Forest und Der Sieg ist unser nahm er alleine mit Hilfe eines Drumcomputers auf.

## Inhalt
Die meisten Lieder haben antichristliche und antisemitische Inhalte und zeigen die rechtsextreme Gesinnung der Mitglieder. Das in den Medien mehrfach zitierte Lied Pesttanz beschreibt die Pest als reinigende Funktion, die Juden- und Christenheit morde. Das  Lied wurde unter anderem von der französischen Band Kristallnacht gecovert,  die sich nach den  nationalsozialistischen Novemberpogromen 1938 benannte.
Das Lied Werwolf wurde in der Presse auch schon fälschlicherweise mit Titeln wie Tod im Wald oder Zyklon B betitelt und mit dem Mord an Sandro Beyer in Verbindung gebracht. Es stammt ursprünglich vom Demo Death from the Forest, wo es jedoch noch den englischen Titel Werewolf trug und eine andere Musik besaß. Auf dem Nachfolge-Album Werwolfthron findet sich mit dem Lied Die Rückkehr des Werwolfs eine direkte thematische Fortsetzung, bei Totenlieder und Blutgericht wird die Werwolf-Thematik in den Liedern Wolfsherz („mein Wolfsherz schlägt gar greulich tief, tief drin in meiner Brust“) und Wolfblut („der Werwolf in mir bleibt unbesiegt“) wieder aufgegriffen. Werwolf wurde auch vielfach von anderen Bands gecovert, so etwa von der NSBM-Band Totenburg.
Heidnische Elemente sind noch nicht vorhanden, jedoch lassen sich in First Winter of Bloodred Snow mit den Stellen „the Pagan madness heres around“ sowie „Join the Pagan killer show“ Indizien für diese Gesinnung finden. Bei dem zu Beginn von Der Sieg ist unser angerufene „Herr der Krieges“ ist der nordische Gott Thor gemeint, der auch das Cover der Erstauflage zierte.

## Aufmachung

Original des Albumcovers von Marten Eskil Winge – Thors Streit mit den Riesen, 1872.

Das Cover der CD-Erstauflage zeigt das Bild Thors Streit mit den Riesen des schwedischen Malers Mårten Eskil Winge aus dem Jahr 1872, auf dem der nordische Donnergott Thor beim Kampf gegen die Riesen abgebildet ist. Die LP-Version zeigt ein Gemälde einer Schlacht, Winges findet sich dort auf der Innenhülle. Als Bandlogo diente die ursprüngliche Version mit Drudenfuß und umgedrehtem Kreuz.
Das Album wurde vom deutschen Plattenlabel No Colours Records herausgegeben. Die CD-Version und die Schallplatten-Ausgabe der Erstauflage waren auf je 500 Exemplare limitiert.
Seit der Erstveröffentlichung 1996 wurde das Album mehrfach in verschiedenen Formaten durch unterschiedliche Label, teilweise mit anderen Covern (z. B. die brennende Frogn-Stabkirche auf der Picture-LP-Version) oder zusätzlichem Material (wie der Blood-Axis-Coverversion Lord of Ages auf der CD-Version von Supreme Art Productions), wiederveröffentlicht.